# Parafia Wszystkich Świętych w Sobolowie
Parafia Wszystkich Świętych w Sobolowie – parafia rzymskokatolicka, znajdująca się w diecezji tarnowskiej, w dekanacie Bochnia Zachód.
W skład terytorium parafii wchodzą Sobolów, Buczyna, Chrostowa, Grabina, Kamyk, Nieprześnia, Stradomka oraz część Nieszkowic Małych i Wieńca.  
W Stradomce znajduje się kaplica dojazdowa pw. św. Jadwigi Królowej (którą poświęcił bp Andrzej Jeż). 

## Historia
Pierwsze wzmianki o wsi Sobolów pochodzą z 1262 r. Oficjalnie początki parafii pod wezwaniem Wszystkich Świętych sięgają pierwszej połowy XIV w. Została uposażona w roku 1308. W 1330 r. wieś otrzymała prawo niemieckie z nadania króla Władysława Łokietka, a w 1326 roku wymieniana jest w rachunkach świętopietrza. Szkoła istniała w parafii w 1596 r.
W grudniu 1914 roku dolina Stradomki, była miejscem tragicznych działań wojennych. Z tego czasu pozostały na terenie parafii liczne cmentarze wojenne.
Od dawna parafia odznaczała się szczególnym kultem Matki Bożej, o czym świadczą między innymi uroczystości różańcowe w dniach 1-3 czerwca 1748 roku oraz obrazy Matki Bożej Różańcowej i Wybawiającej z Czyśćca. Patronką parafii jest Matka Boża Różańcowa Łaskawa Wybawicielka z Czyśćca.
Parafia z wioskami do niej należącymi leży na obszarze Pogórza Karpackiego – na tzw. Progu Karpackim. Teren parafii to malownicze wzgórza i doliny rozciągające się od doliny rzeki Stradomki do szczytu Zoni. Na terenie parafii znajduje się wiele kapliczek i krzyży przydrożnych, m.in. kapliczka św. Jana Nepomucena z XVIII w. w Chrostowej.

## Proboszczowie
Ostatnimi proboszczami (administratorami) parafii Sobolów byli:
- ks. Henryk Szczyrek (od 1962 – administrator)
- ks. Henryk Szczyrek (1968–1978)
- ks. Tadeusz Jachymiak (1978–1980)
- ks. Stanisław Bobulski (1980–1996)
- ks. Stanisław Jachym (1996–2023)
- ks. Sławomir Lech (12.08.2023 – 06.2024)
- ks. Mariusz Mucha (10.08.2024 – obecny proboszcz)